# Życin (obwód brzeski)
Życin, także Żytyń – dawny folwark. Tereny, na których był położony, znajdują się obecnie na Białorusi, w obwodzie brzeskim, w rejonie kamienieckim, w sielsowiecie Peliszcze, w okolicy agromiasteczka Peliszcze.

## Historia
W XIX i w początkach XX w. położony był w Rosji, w guberni grodzieńskiej, w powiecie brzeskim, w gminie Żytyń (której wbrew nazwie nie był siedzibą - zarząd gminy mieścił się w Indyczach).
W dwudziestoleciu międzywojennym leżał w Polsce, w województwie poleskim, w powiecie brzeskim, do 18 kwietnia 1928 w gminie Życin, następnie w gminie Kamieniec Litewski.
Po II wojnie światowej w granicach Związku Sowieckiego. Od 1991 w niepodległej Białorusi.